# Industribane
En industribane er en form for jernbane (typisk privat), der ikke er åben for offentligheden, men som udelukkende betjener en bestemt industri. En industribane kan forbinde et sted med de offentlige jernbaner eller anden mulighed for videre transport, være isoleret (nogle gange langt fra offentlige jernbaner eller veje) eller befinde sig indenfor et særskilt område.
I bredere forstand kan begrebet også bruges om anlægsbaner og militærbaner.

## Generelt
Industribaner var tidligere meget almindelige, men i takt med udbredelsen af vejtransport er antallet faldet drastisk.
En industribane kan bruges til at transportere store mængder gods, for eksempel landbrugsprodukter til forarbejdning eller kul fra en mine til et punkt på en normal jernbane eller lignende, hvorfra det kan transporteres videre. Persontransport forekommer normalt kun for personale, f.eks. hvis der ikke er andre adgangsveje. En industribane kan have samme sporvidde som de almindelige jernbaner i et område, så godsvogne kan udveksles direkte uden omlæsning. Alternativt kan der benyttes smallere sporvidder, der er billigere, og som giver mulighed for skarpere kurver. Afhængigt af forholdene kan en industribane desuden anlægges med forholdsvis lette spor, der kan flyttes i takt med behovet.
Industribaner anlægges normalt af en af to årsager. Den ene er muligheden for at kunne rangere og transportere råvarer og halvfabrikata mellem forskellige steder for forarbejdning og efterfølgende klargørelse til afsending. Den slags transport af forholdsvis små mængder gods over korte afstande er dyrt, hvis det skal varetages af normale jernbaneselskaber, der normalt tjener penge på at transportere store mængder gods over lange afstande. Den anden årsag er ønsket om at kunne kontrollere forarbejdningen og den tid det tager. Især landbrugsprodukter kræver transport til fabrik eller forarbejdning indenfor kort tid efter høsten. Til gengæld opererer de pågældende industribaner så kun i sæsonen.
Som følge af ovenstående er de fleste industribaner korte, typisk kun nogle få kilometer, og videre transport sker normalt med almindelige jernbaner eller andre transportmidler. Der findes dog nogle bemærkelsesværdige undtagelser i form af flere hundrede kilometer lange industribaner så som til transport af jernmalm i Western Australia eller til kul i Kina og tilsvarende Quebec North Shore and Labrador Railway og Cartier Railway i Canada. Disse baner kan betragtes som dedikerede transportruter, hvor der kun er behov for transport af den ene industris produkter mellem to punkter, og som følge deraf er de mere økonomiske, idet transport for andre industrier kun er relevant i begrænset omfang.
I bredere forstand bruges begrebet industribaner også om militærbaner, der f.eks. betjener ammunitionsdepoter. Verdens største industribane finder man dog ved Bajkonur-kosmodromen, hvor det russiske forsvar bruger den til at transportere rumfartøjer til opsendelsesstederne.